# Gustaaf Hermans
Gustaaf Hermans (Wezemaal, Rotselaar, 12 de maig de 1951) va ser un ciclista belga que fou professional entre 1973 i 1975. Del seu palmarès destaca el Campionat del Món en contrarellotge per equips de 1971. Va participar en els Jocs Olímpics de 1972.

## Palmarès
- 1971
  -  Campió del món en contrarellotge per equips (amb Gustaaf Van Cauter, Louis Verreydt i Ludo Van Der Linden)
- 1972
  - 1r a la Fletxa ardenesa
  - 1r al Gran Premi Jef Scherens
  - Vencedor d'una etapa al Tour d'Algèria
  - Vencedor d'una etapa a la Volta a Bèlgica amateur